# Chiara d'Assisi
Chiara d'Assisi, al secolo Chiara Scifi (Assisi, 16 luglio 1194 – Assisi, 11 agosto 1253), è stata una religiosa italiana, collaboratrice di Francesco d'Assisi e fondatrice dell'ordine delle Clarisse. Fu canonizzata come santa Chiara nel 1255 da Alessandro IV nella cattedrale di Anagni. Il 17 febbraio 1958 fu dichiarata da Pio XII santa patrona della televisione e delle telecomunicazioni.

## Giovinezza
La biografia di Santa Chiara, scritta da Tommaso da Celano subito dopo il processo di canonizzazione, descrive la piccola Chiara riservata, dedita alle preghiere e alle rinunce. L’agiografo è a conoscenza del fatto che questa opera sarà letta soprattutto dalle monache, che prenderanno ispirazione dal modus vivendi della santa, per questo non può fare a meno di darci una visione di parte della vita definendola dedita alle preghiere fin da bambina, come sostiene la storica Chiara Frugoni.
Altre fonti che ci parlano dell’infanzia di Chiara sono monache e laici di Assisi che avevano conosciuto la santa e che parlano di lei durante il processo di canonizzazione.
Secondo Tommaso da Celano, Chiara nasce dal conte Favarone di Offreduccio degli Scifi e da Ortolana Fiumi, entrambi appartenenti ai “boni homines” (classe nobile) di Assisi. La madre insegnò alla figlia i principi religiosi a cui lei stessa credeva, soprattutto orazioni a Dio ed elemosine per i poveri, e rendendola sensibile alla sofferenza altrui. La figlia imitò presto la madre nella carità, preparando pranzi per i poveri che non serviva in prima persona per timidezza, come ricorda Bona di Guelfuccio.
Giovanni di Vettuta, parente di Chiara, si stupisce delle condizioni di vita della piccola che, nonostante vivesse in una delle famiglie più ricche di Assisi, non solo era estremamente caritatevole con i poveri, ma non apprezzava neppure il buon cibo e vestiva poveramente, preferendo indossare la stamigna, tessuto di lana sottile e resistente, anziché gli abiti adatti al suo rango.
Chiara, perciò, divenne presto donna autonoma e coraggiosa e partecipò a numerosi pellegrinaggi, come testimonia Pacifica, compagna di viaggio ed amica di famiglia (diventata poi suora a San Damiano): in realtà, però, si capisce che Chiara preferiva ai pellegrinaggi una vita contemplativa, amando sopra ogni cosa parlare di Dio nei confini della propria dimora.
Della giovinezza di Chiara sappiamo poco altro, in quanto l’unica fonte di notizie sono le scarse testimonianze date al processo di canonizzazione da famigliari e conoscenti.
Torniamo a sapere qualcosa tramite sua sorella Beatrice; è da lei che veniamo a conoscenza dei primi rapporti intercorsi fra Francesco e Chiara. Rufino, frate che aveva seguito Francesco nella conversione, era il cugino di Chiara e probabilmente fu lui a parlargli delle opere pie compiute dalla cugina. Così Francesco le parlò della sua visione di vita ispirata al vangelo.
Per Francesco, homo populi, riuscire a portare al suo ideale di povertà una figlia della nobiltà assisiate, destinata a nozze importanti, sarebbe stato un modo clamoroso di dimostrare la validità della sua parola e la possibilità di pacificazione fra cittadini maiores e minores (secondo la studiosa Chiara Frugoni).

## Vita monastica

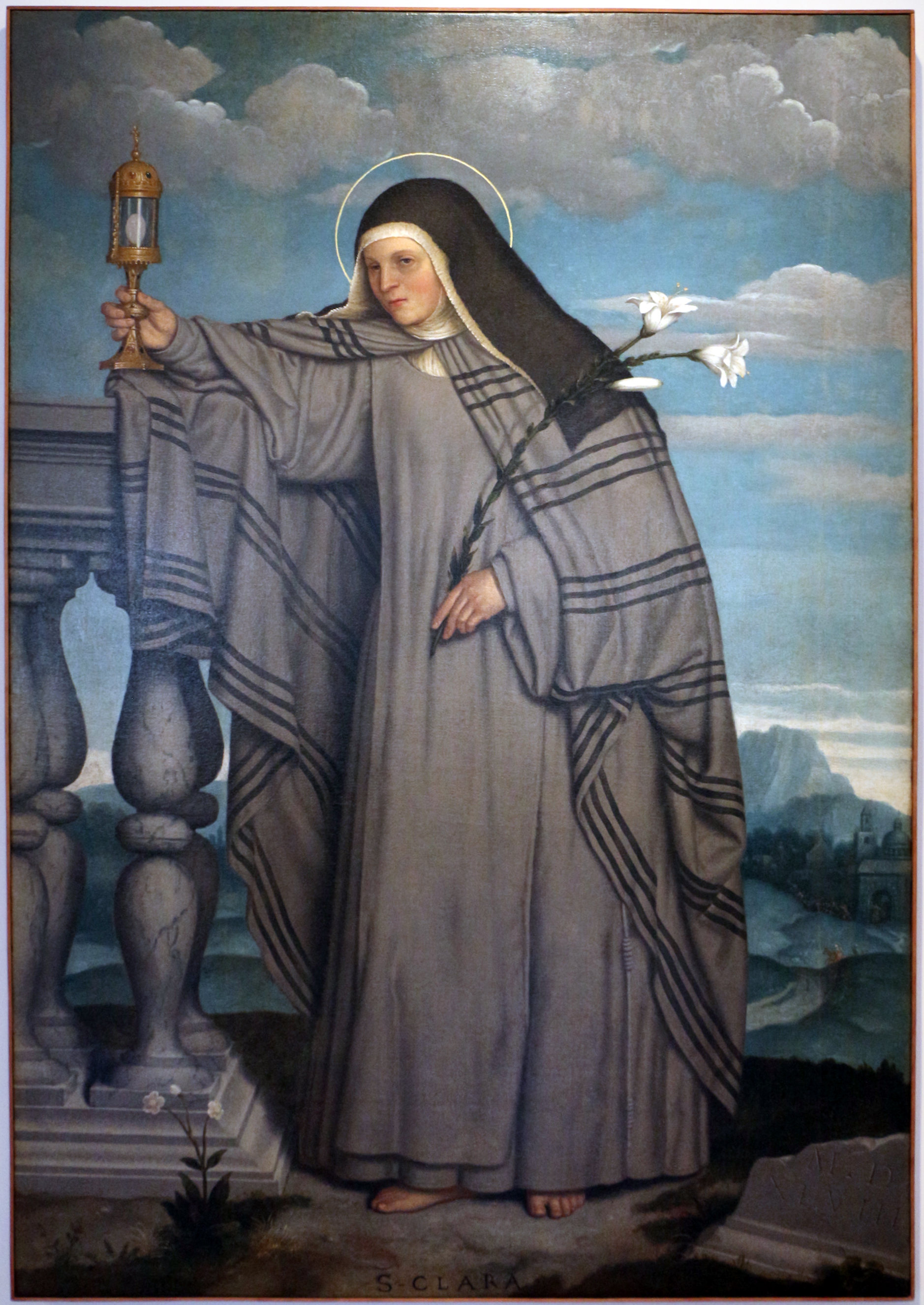
Giovan Battista Moroni, Santa Chiara, 1548 (Museo Diocesano Tridentino)

### Domenica delle palme
Nella biografia ufficiale viene narrato un racconto simbolico del momento in cui Chiara rinuncia alla sua vita terrena per intraprendere la vita monastica.
La ragazza chiede a Francesco consiglio per prendere i voti dato che era consapevole di non poter contare sull’autorizzazione della famiglia. Francesco le suggerisce di recarsi in chiesa la Domenica delle Palme vestita nel modo migliore, poi, il giorno successivo, fuggire dalla città e convertirsi. Chiara fa quanto le viene detto: la domenica si reca alla funzione ma, sopraffatta da altre persone, resta indietro. Il vescovo, vedendola schiva, scende i gradini e le si avvicina porgendole una palma. Il giorno dopo fugge come da accordi.
Il racconto della Domenica delle Palme è presente solo nella leggenda di Chiara, e né la sorella né le nipoti menzionano l’accaduto al processo di canonizzazione. Il possibile motivo della presenza di questo racconto va cercato nel contrasto fra l’apparizione di Chiara riccamente vestita la Domenica delle Palme e quella di Chiara nella radicale spoliazione alla Porziuncola, allusione alle rinunce della nuova vita.

### Porziuncola
La leggenda continua con Chiara che, lasciata casa, arriva a Santa Maria della Porziuncola, dove la attendono i frati francescani con le fiaccole accese. Chiara, sposa di Cristo, evoca la parabola delle vergini prudenti che escono incontro allo sposo che giunge a mezzanotte. Questa parabola viene citata più volte durante la cerimonia di monacazione. L’agiografo lesse dunque la cerimonia penitenziale alla Porziuncola come il luogo che vede nascere sia l’ordine di Francesco sia quello di Chiara.

#### Dibattito sul taglio dei capelli
Compiuto il rito, i frati le tagliano capelli rendendola una penitente.
Sul taglio dei capelli ci sono opinioni contrastanti. Secondo Chiara Frugoni, il taglio dei capelli sarebbe stato eseguito da tutti i frati “manu fratrum crines deponens” (la frase indica in realtà solo che i frati deponevano le ciocche dei capelli), un tentativo bello, sicuramente della Chiesa, secondo la suddetta autrice, di allontanare la figura di Chiara da quella di Francesco. Ipotesi parziale, quella della Frugoni, visto che più avanti l'agiografo parlerà del taglio di Agnese e veniamo a conoscenza del fatto che anche il taglio di Chiara fosse ad opera di Francesco. Le stesse sorelle affermarono concordemente che il taglio dei capelli fosse stato fatto dal Santo.
Gli studiosi hanno discusso a lungo se Francesco avesse l’autorità di tagliare i capelli a Chiara. Hanno capito che infatti egli non poteva. In realtà, come già scritto, il gesto del taglio dei capelli fa di Chiara una penitente e non una monaca. I penitenti avevano la garanzia della difesa della Chiesa contro l’opposizione dei famigliari. Opposizione che non tardò ad arrivare.
Il biografo fa velocemente giungere Chiara a San Damiano. Da questo punto il santo esce di scena, la biografia si concentra principalmente su Chiara dedita alla vita di clausura, ritornando molto più avanti all’atto del taglio dei capelli di Agnese.

### San Paolo delle Abbadesse
In realtà, dalle testimonianze date al processo di canonizzazione, sappiamo che dopo il taglio dei capelli Chiara andrà a San Paolo delle Abbadesse, nel territorio di Bastia Umbra, dalle monache benedettine di clausura. Qui non vi era intenzione di restarvi, ma solo di rimanervi finché Francesco non avesse trovato una sistemazione definitiva.

#### Tentato rapimento di Chiara
Dopo pochi giorni dal suo trasferimento, i familiari di Chiara la vennero a cercare. Chiara non soltanto aveva rinunciato ad aiutare la sua famiglia con un matrimonio programmato, ma, essendosi convertita senza una dote, aveva tradito la propria origine aristocratica. Senza dote Chiara non sarebbe mai potuta diventare una monaca da coro, istruita e dedita ad occuparsi di letteratura negli uffici liturgici. Il suo unico ruolo sarebbe stato quello di serviziale: monaca ‘serva’ addetta agli umili lavori manuali. Questa era un’onta agli occhi dei suoi famigliari.
Qui l’agiografo racconta il tentativo dei parenti di portare via con la forza Chiara, episodio confermato da Beatrice, sorella carnale di Chiara.
I famigliari arrivarono a San Paolo per prenderla e riportarla a casa. Ricorsero alla violenza “impetuosa”, a lusinghe, promesse e a “trame avvelenate” pur di dissuaderla dalla vita che stava cercando di intraprendere, ma lei non desistette. Aggrappatasi al tavolo fece resistenza ai suoi parenti che tentarono di trascinarla via; a questo punto lei si scoprì il capo mostrando il suo stato di penitente. Così i suoi parenti presero atto che, giunta a quel punto ormai era al di fuori della giurisdizione familiare.

### Sant'Angelo di Panzo
Chiara si trasferì a S. Angelo di Panzo con Agnese. 

#### Tentato rapimento di Agnese
Agnese aveva raggiunto sua sorella sedici giorni dopo la conversione di Chiara. Avendo saputo la notizia, ci narra il biografo, i famigliari tentarono un nuovo rapimento con maggior determinazione. Agnese, a differenza della sorella, non aveva ancora tagliato i capelli e questo non la rendeva penitente, inoltre non Agnese non si trovava a San Paolo, dove poteva vantare la giurisdizione della chiesa. Così un giorno i famigliari arrivarono e tentarono di prenderla con la forza.
In dodici andarono a S. Angelo e la trascinarono con sé lungo la china del monte. Agnese chiamò la sorella che, sentendo le sue grida, si prostrò in preghiera. A questo punto, secondo la tradizione, il corpo di Agnese si fece pesantissimo e nessuno riuscì più a smuoverla. Uno zio paterno, Monaldo, preso dalla rabbia tentò di sferrare un pugno alla nipote, ma fu bloccato da un dolore che gli paralizzò il braccio finché la stessa Chiara raggiunse la sorella e convinse i parenti a desistere. Questo sarebbe dunque il primo miracolo compiuto da Chiara.
Il biografo aggiunse un dettaglio importante. “Anche ad Agnese” il solo Francesco recise i capelli. Accennò anche al fatto che la presenza di Francesco a S. Angelo era assidua in un intenso scambio spirituale fra Francesco e le sue sorelle.

#### Progetto di Francesco per le donne
Quest'ultimo dettaglio suggerisce che intorno al 1211-1212 Francesco stava portando avanti un progetto che riguardava le donne. Francesco a quell’epoca poteva contare soltanto sull’approvazione concessa oralmente da Innocenzo III nel 1209-1210 presentata solo per il ramo maschile. Ad ogni modo la presenza di Francesco a Sant’Angelo, la lettera di Giacomo da Vitry (vescovo di Acri in Palestina), la lettera scritta da Francesco stesso “ad fideles”, narrano di un progetto vasto per estendere il suo carisma - a "maggior gloria di Dio e in obbedienza alla Chiesa", contrariamente a quanto avveniva per alcuni movimenti cosiddetti eretici del tempo - a uomini e donne. Da qui il progetto di una clausura aperta.

### San Damiano

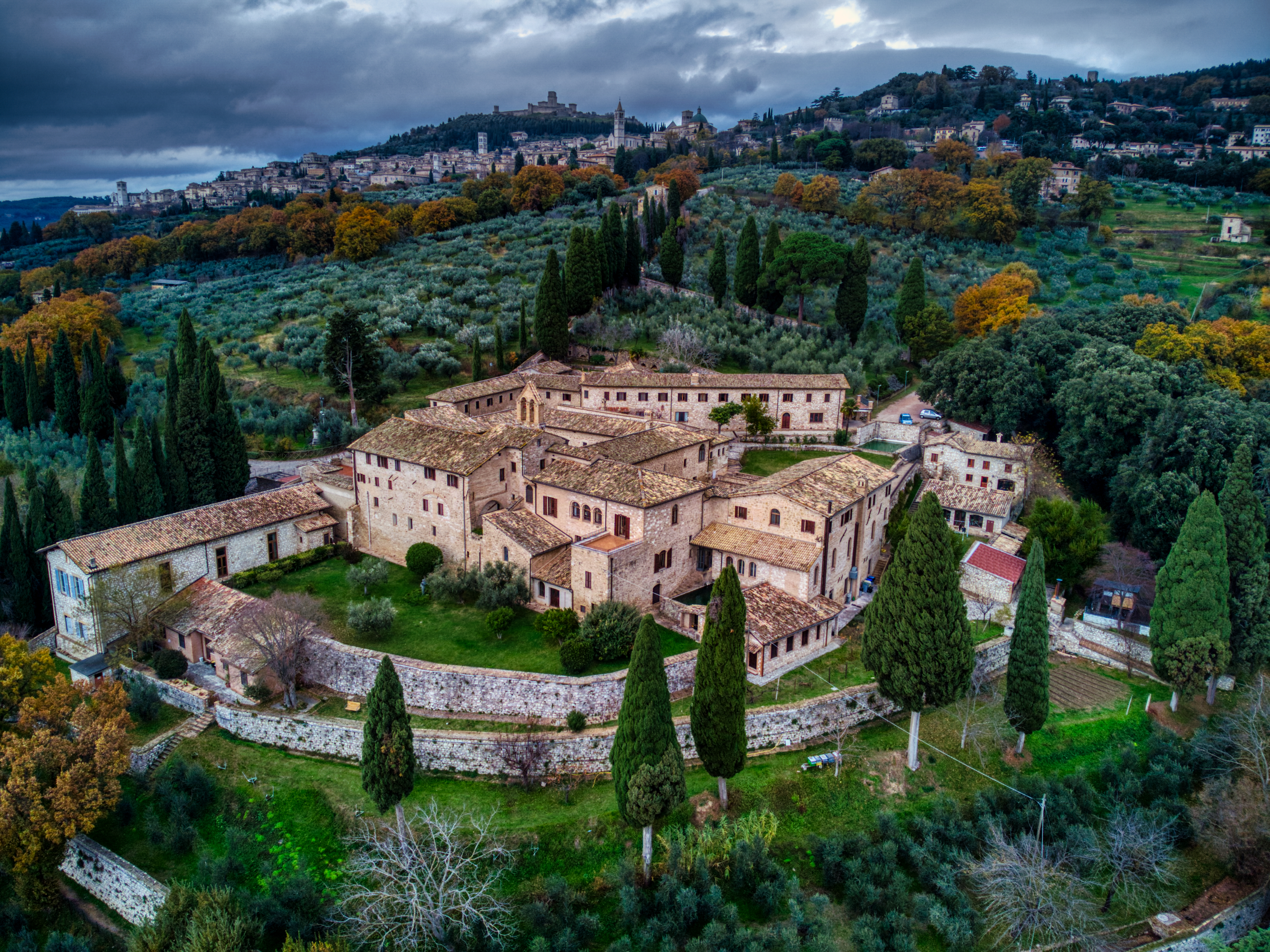
San Damiano (Assisi)

Mentre Chiara ed Agnese passavano da un monastero all’altro, Francesco e i suoi confratelli mettevano a posto un piccolo alloggio vicino alla chiesa di San Damiano. Questo è suffragato da ritrovamenti archeologici. 
A validare la tesi che fosse già presente una struttura ci giungono: la leggenda dei tre compagni, e la lettera di Giacomo da Vitry .
La Chiesa in quel periodo riteneva che la spiritualità femminile si dovesse esprimere esclusivamente con la clausura, staccandosi completamente dal mondo. E perché le donne potessero dedicarsi esclusivamente alla preghiera e alla penitenza, avevano necessità di una rendita derivante da proprietà, ed era quindi impossibile che la chiesa concepisse un monastero femminile interamente dedito alla povertà.
Chiara Frugoni ritiene che, almeno nei primi tempi, il lavoro di Chiara e delle sue compagne, comprendesse anche l’aiuto delle persone raccolte intorno a San Damiano.
Nei primi anni di San Damiano, Chiara si sentiva parte della comunità Francescana.
Nel 1215 il IV Concilio di Laterano vietava l’istituzione di nuove regole. Di fronte a questo Chiara fu costretta ad accettare una regola già esistente, la regola Benedettina. Questo comportava il piegarsi accettando l’ufficio di badessa del monastero. Questo ruolo significava essere alla guida di una comunità di monache e di abbracciare la clausura. 
L’adesione alla regola benedettina le imponeva di accettare le rendite feudatarie e quindi di venir meno al principio di povertà assoluta tanto caro alla regola Francescana. 
Chiara fino ad allora aveva potuto applicare la regola benedettina ‘mitigata’, grazie alla presenza di Francesco, il cui supporto però venne a mancare quando lui si imbarcò per il viaggio in Marocco intorno al 1214-1215. Con Francesco lontano, Chiara capì che il precetto della povertà non era più al sicuro, e che doveva fare qualcosa per continuare a mantenerlo di fronte alle costrizioni della santa sede. Chiara ottenne nel 1216 da Innocenzo III il permesso di non essere mai costretta a ricevere possedimenti e lasciti per il sostegno delle suore.
L’accordo del permesso fu scritto nella leggenda di Chiara e la Frugoni ritiene sia veritiero, poiché tale leggenda era stata riportata da un Papa che difficilmente avrebbe potuto mentire sui permessi accordati dal suo predecessore.
Allo stesso tempo la regola francescana non era ancora stata istituita. Intorno al 1217 il cardinale Ugolino, legato papale, esercitava pressioni su Francesco affinché ne accettasse una già esistente. Francesco, secondo la regola perugina, cominciò a stilarne una propria.
Il cardinale Ugolino, su commissione del Papa, era andato in Italia settentrionale e centrale ad organizzare i preparativi per la futura crociata. Durante questo viaggio aveva avuto modo di vedere comunità femminili di ispirazione minoritica che avrebbero voluto abbracciare la vita religiosa, ma senza ancora una regola precisa. A fronte di questa necessità, chiese ed ottenne da Onorio III, Papa succeduto ad Innocenzo III nel 1216, l’autorizzazione ad organizzare tutti questi movimenti spontanei. 
Ugolino pensò che fondando un nuovo ordine monastico avrebbe risposto alle inquietudini delle donne che volevano avere un serio impegno religioso. Il riferimento a questi ordini non sarebbe stato il vescovo, ma direttamente la Santa Sede.
Le costituzioni ugoliniane sono norme rigorose che prevedono la clausura più stretta. Una volta indossato l’abito, esse non avevano più facoltà di uscire persino dopo la morte, in quanto venivano sepolte entro la clausura.
Nel 1219 le regole arrivarono anche al monastero di Chiara, anche se nella lettera inviata a Santa Maria di Monnicelli, regole benedettine e formule ugoliniane vengono sostituite da “observantiae regulares” nell’ordine di San Damiano, dove per adesso era impossibile oscurare le regole francescane.
Per il cardinale la povertà totale era inconcepibile per un ordine femminile; senza fondi le religiose sarebbero state esposte ad eventuali pericoli interagendo con il mondo esterno. Solo con la clausura le donne potevano essere protette e sollevate da ogni preoccupazione, e per questo erano necessarie delle donazioni. Chiara invece era di parere opposto, l’ideale di povertà assoluta e di adesione al Vangelo era l’essenziale della sua vita religiosa. E quindi per questo non voleva chiudere i contatti con l’esterno: con i frati che erano la sua famiglia e con i cittadini di Assisi bisognosi di soccorso spirituale. Per Chiara era anche importante il lavoro manuale, i loro prodotti non dovevano essere usati solo all’interno del monastero ma dovevano aiutare le comunità.
Uno degli elementi chiave delle costituzioni ugoliniane era invece la totale clausura. Rigide erano anche le regole sul digiuno e sull’astinenza.
Nel 1220 Ugolino passerà una settimana intera a San Damiano; la stessa settimana Francesco soggiornava in oriente. In quel periodo circolavano notizie sull’assenza di Francesco, alcune di queste lo davano addirittura per morto. Come riporta Chiara Frugoni prendendo riferimento da frate Giordano.
Nello stesso anno cinque frati vengono martirizzati in Marocco. Chiara, sentendo questo, voleva partire per subire lei stessa il martirio; grazie alla sorelle si ricrede e rinuncia.
Negli anni seguenti, Francesco è costretto a finire di scrivere la regola, infatti il 31 maggio del 1221 Il Capitolo generale approvò finalmente tale regola, che però rimase non bollata, perché priva del sigillo Papale.

### Allontanamento di Francesco
In questo contesto era impossibile promuovere il lato femminile del movimento, anzi per colpa di questo, fu necessario interrompere i rapporti con l’ordine femminile. Da questo momento i frati limitarono il più possibile i rapporti con le "Povere Dame di San Damiano".
Nel 1226 Francesco morì. La sua rapidissima canonizzazione porta Gregorio IX, cardinale Ugolino divenuto Papa nel 1227, ad Assisi. Il Papa fece visita a Chiara nel tentativo di conformare la regola delle comunità femminili a quella dei Benedettini; di conseguenza, anche a tutte le altre comunità/monasteri che si ispiravano a San Damiano seguendo la formula vivendi di Francesco d'Assisi. 
Ci fu uno scontro fra il Papa e Chiara. Il primo cercava di convincerla a possedere qualche bene, la seconda rifiutava categoricamente.
Chiara non si piegò, ed ottenne dal pontefice il rinnovo del “privilegio dell’altissima povertà” per San Damiano e per alcuni monasteri che lo avevano chiesto.
Chiara finché visse ebbe rapporti continui con i frati. Come si evince dallo sciopero della fame avvenuto con il “Quo elongati”:
I frati avevano chiesto a Gregorio come essere conformi alla regola per quanto riguardava l’accesso ai monasteri femminili. Il Papa rispose che per l’accesso a San Damiano ed altri monasteri, era necessaria la licenza speciale della sede apostolica, mentre per gli altri bastava una licenza data dai superiori. Questa decisione di fatto impediva a Chiara e alle sue sorelle di ascoltare le prediche dei frati.
Venuta a conoscenza della decisione, Chiara rimandò i frati questuanti al ministro dicendo che se non poteva avere più il pane dello spirito non avrebbe necessitato più del pane materiale.
Di fronte a questa reazione il Papa rimise nelle mani del ministro generale Giovanni Parenti la decisione.

### La corrispondenza con Agnese di Boemia
Nel 1233 Agnese, figlia del re di Boemia, dopo aver rifiutato proposte di matrimonio regali, volle fondare un ospedale gestito dai francescani ed un monastero di suore di ispirazione francescana e boeme.
Durante la Pentecoste nel 1234, Agnese prese i voti.
Chiara iniziò con lei una corrispondenza di cui rimangono solo quattro lettere; queste ci fanno intendere una profonda amicizia legata dal medesimo progetto di vita. Con i tentativi del Papa di negare il diritto a non possedere beni, Agnese e Chiara resistettero e lottarono costantemente per mantenere il principio di povertà comune.

#### Prima lettera
Nella prima lettera Chiara si congratula con Agnese per la sua scelta di vita.	
A questo punto Agnese, incoraggiata da Chiara e dal fratello, Re Venceslao, chiede al Papato l’approvazione di una regola sulla forma vivendi di Francesco.
L’undici maggio 1238, con “Angelis gaudium” il Papa, irritato, oppone un netto rifiuto alla richiesta di Agnese, esortandola a non seguire ciò che le viene suggerito da qualcuno con più zelo che scienza. Gregorio IX la esorta invece a seguire le regole Benedettine unite alle direttive pontificie.

#### Seconda lettera
Chiara incita Agnese a non fidarsi di nessuno e a non sviarsi dal suo proposito, probabilmente in risposta all’Angelis Gaudium di Gregorio IX.
Il 5/5/1238 “Pia meditationes pensantes” il Papa concede ad Agnese norme simili a quelle del digiuno praticato da Chiara.

#### Terza lettera
Chiara risponde ad Agnese, spiegandole quali siano le norme alimentari, molto frugali, di San Damiano.
Il 18/12/1238 “Ex parte carissimae”: Gregorio IX rispose in maniera negativa a un tentativo di resistenza di Agnese, che aveva provato a proporre al Papa di far seguire a lei e alle sue compagne norme di digiuno simili a quelle osservate in San Damiano. Francesco aveva una visione più flessibile, simile alla visione evangelica, il Papa invece imponeva delle regole severissime di mortificazione e dei ritmi rigidi della penitenza monastica.
Il testo della terza lettera di Chiara dice invece: "A proposito delle cose per le quali tu mi hai già domandato di aprirmi a te, (30) cioè quali sarebbero le feste - come credo tu abbia fino a un certo punto calcolato - che il nostro gloriosissimo padre san Francesco ci avrebbe esortato di celebrare in modo speciale con una variazione di cibi, ho pensato che bisognava rispondere alla tua carità. (31) La tua prudenza avrà saputo che, eccettuate le deboli e le malate, per le quali ci ha esortato e comandato a usare ogni discrezione possibile riguardo a ogni cibo, (32) nessuna di noi sana e valida dovrebbe mangiare se non cibi quaresimali soltanto, tanto nei giorni feriali che in quelli festivi, digiunando ogni giorno, (33) eccettuate le domeniche e il Natale del Signore, nei quali dovremmo mangiare due volte al giorno. (34) E così pure il giovedì, in tempo ordinario, a volontà di ciascuna, cosicché chi non volesse non sarebbe tenuta a digiunare. (35) Tuttavia noi sane digiuniamo ogni giorno, eccetto la domenica e il Natale. (36) Per tutto il tempo di Pasqua però, come dice lo scritto del beato Francesco, e nelle festività di Santa Maria e dei santi apostoli nemmeno siamo tenute, salvo che queste feste non cadano di venerdì; (37) e come è stato detto sopra, sempre che siamo sane e valide, noi mangiamo cibi quaresimali. (38) Ma siccome la nostra carne non è carne di bronzo, né la nostra forza è la forza della pietra, (39) ché anzi siamo fragili e proclive a ogni debolezza corporale, (40) carissima, io ti prego e ti domando nel Signore di ritrarti saggiamente e discretamente da una certa austerità nell'astinenza, indiscreta e impossibile, che ho saputo tu hai intrapreso, (41) affinché vivente confessi il Signore, e renda al Signore il tuo ossequio ragionevole e il tuo sacrificio sempre condito di sale" Terza Lettera.

#### Quarta lettera
La quarta lettera, probabilmente dettata da Chiara, è un congedo alla sorella Agnese: Chiara le raccomanda di seguire sempre la povertà, l'umiltà e la carità.
I monaci di ordine Francescano cercavano in ogni modo di limitare la “Cura Monialium” (i doveri che avevano verso le monache) nonostante la pressione pontificie.
Poco dopo l’incarico di Papa di Innocenzo IV, le suore di San Damiano si dimostrarono nuovamente insofferenti verso le regole benedettine e le costituzioni ugoliniane. Così il 21 agosto del 1244 Innocenzo mandò una circolare in cui spiegava che la regola benedettina serviva solo come copertura giuridica; vincolava infatti alla rinuncia al possesso individuale, all’obbedienza e alla castità.
Il sei Agosto del 1247, il Papa promulgò una nuova regola da lui stesso creata. Con questa regola scompariva l’esistenza della regola benedettina, sostituita da quella francescana, sebbene rispettasse poco i dettami del fondatore. 
Venivano spiegati in dettaglio: la clausura, il silenzio ed i digiuni. Le suore erano tenute ad indossare dei veli che coprissero guance, collo e fronte. I monasteri erano sottomessi al ministro generale, che doveva confermare l’elezione della badessa. I monasteri dovevano essere autorizzati a possedere delle proprietà che dessero rendite a causa di questa clausura rigida.
Questa regola non piacque né ai frati minori, che si vedevano costretti ad applicare una cura monialium più ampia rispetto a prima, né alle monache, che trovavano queste regole più costrittive di quelle precedenti. 
Così nel 1250 Innocenzo IV fu costretto a ritirare la sua regola, e nell’Inter personam del sei giugno dello stesso anno, scrisse al Cardinale Rinaldo di Ienne che le monache potevano continuare a seguire le regole precedenti.

## Gli ultimi anni: la regola e la morte

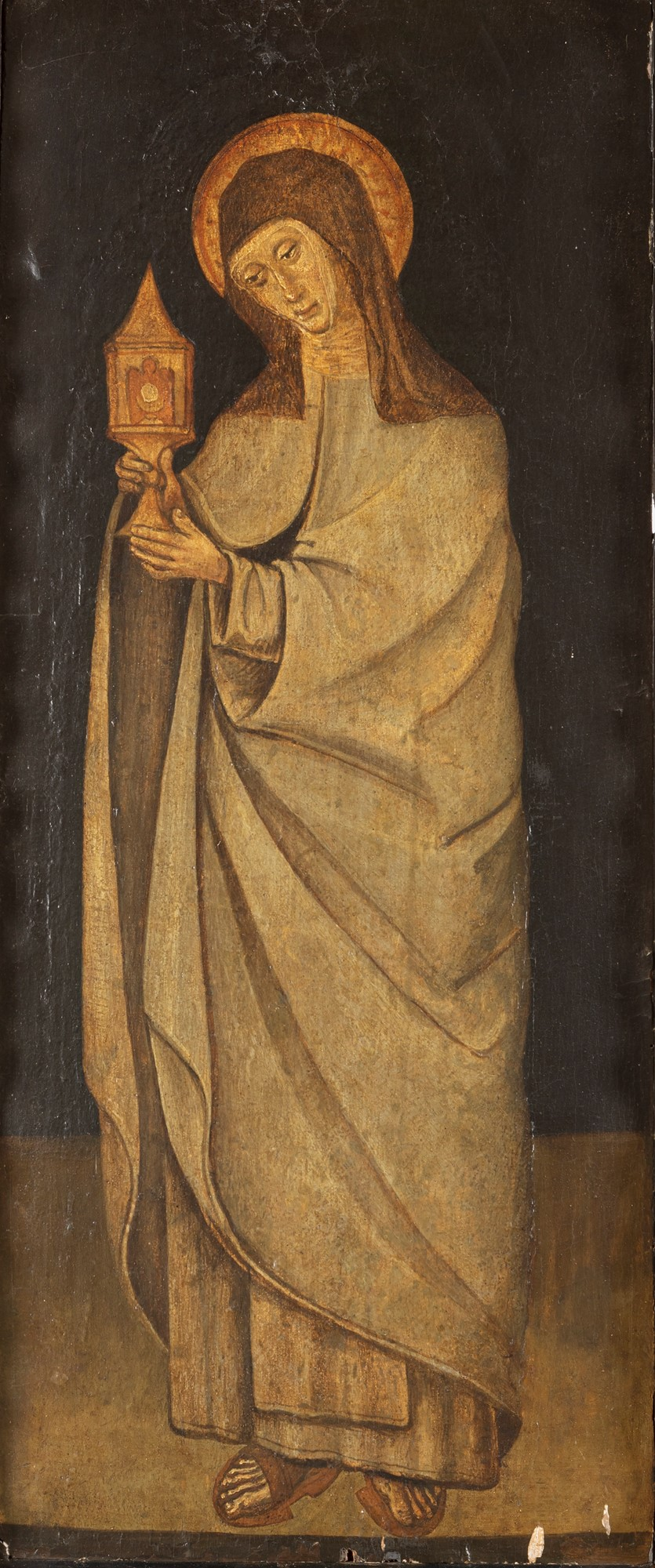
Santa Chiara d'Assisi, olio su tavola, XV secolo, altezza 84 cm

### Inizio della regola
Chiara vide aprirsi uno spiraglio, e così iniziò a scrivere la prima regola redatta da una donna. Tenendo conto delle direttive Papali del passato e delle regole dei frati minori, la futura santa ribadì la proibizione di possedere qualsiasi proprietà. Purtroppo non si hanno dati certi di quando la scrittura di questa regola sia iniziata e per quanto tempo sia durata. Conscia che la regola da lei scritta potesse non venire accettata, Chiara decise di scrivere anche un testamento in parallelo. Grazie a questo, le sorelle si sarebbero avvalse di una guida, meno autorevole, ma pur sempre normativa.
Il 16 settembre del 1252 il cardinale Rinaldo di Ienne con la “Quia vos” approvò la regola di Chiara. Mancava ancora l’approvazione del Papa che arrivò il 9 agosto del 1253, a pochi giorni dalla morte di Chiara, con la bolla “Solet annuere”. In sostanza il Papa concesse ben poco, perché il cardinale Rinaldo di Ienne aveva previsto l’approvazione solo per il monastero di San Damiano. 
Innocenzo IV approvò “ad personas” la regola, in modo che fossero tutelate solo le compagne di Chiara: questo non prevedeva così alcun futuro per le altre suore.
L’11 agosto del 1253 Chiara morì ad Assisi.

### La regola dopo la morte di Chiara
La bolla originale di Innocenzo IV fu ritrovata fra le vesti della santa nel 1893 dalla Badessa di Assisi Matilde Rossi. Dato che fu baciata dalla santa più volte, fu trattata come reliquia.
Venne poi copiata dalla sorelle di Chiara, ed ebbe una discreta diffusione nel 1381-1447. 
Dopo la morte di Chiara, Agnese di Boemia chiese ancora la possibilità di seguire la regola dell’amica e finalmente fu accontentata.
Nel 1263 Urbano IV attraverso una nuova regola vincolava tutte le francescane alla clausura dividendo le “sorores” e le “servitiales” con abiti diversi.
Ad Assisi le sorelle avevano ottenuto di poter continuare a seguire la regola di Chiara, mettendosi però al di fuori dell’Ordine di Santa Chiara. Venne costruita e consacrata nel 1265 una splendida Basilica a lei dedicata. Per colpa di questa le suore furono costrette ad accettare donazioni.
Infine nel sei maggio del 1288 Niccolò IV, primo Papa francescano, con la “Devotionis vestrae praecibus”, sancì il definitivo abbandono del “privilegium paupertatis” a cui Chiara teneva tanto. A dimostrazione di ciò abbiamo negli affreschi della Basilica superiore dedicati a Francesco, una chiesa di San Damiano trasfigurata. Una grande e ricca chiesa con facciate in marmo, intagli, sculture, in totale contraddizione con i principi delle monache di San Damiano.

## Chiese

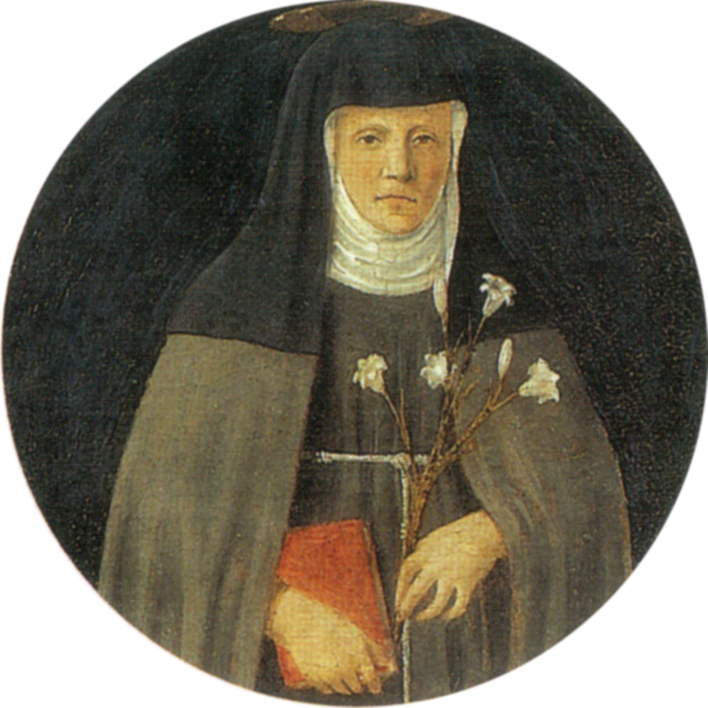
Piero della Francesca, Santa Chiara

La principale chiesa dedicata a Chiara è la basilica di Santa Chiara ad Assisi, dove le sue spoglie sono conservate. L'unica cattedrale dedicata alla Santa, invece, si trova nella città di Iglesias.

## Le Clarisse

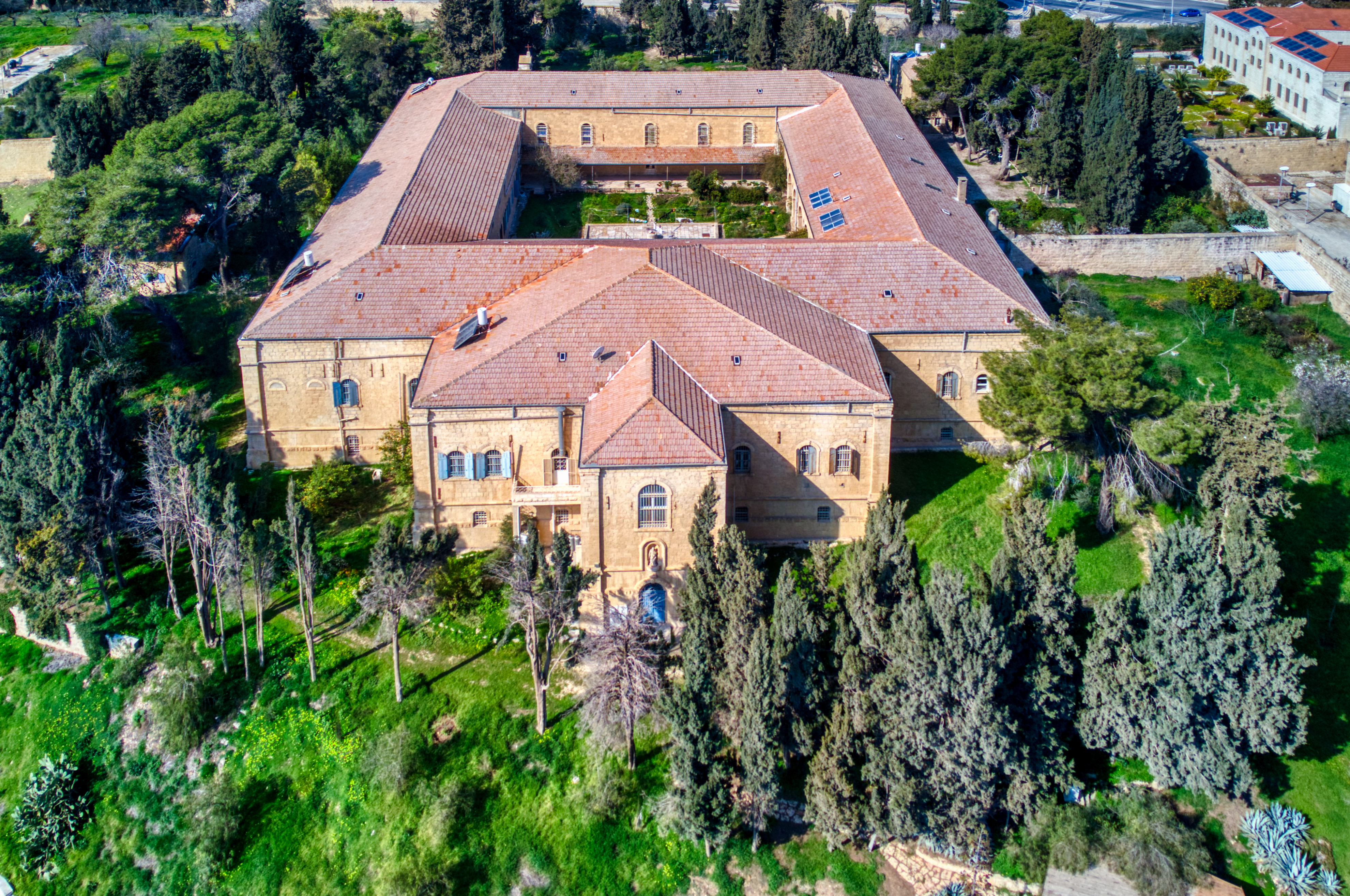
Monastero delle Clarisse, Gerusalemme

Le Clarisse sono le religiose dei numerosi istituti religiosi femminili derivati dalle comunità fondate dai santi Francesco e Chiara ad Assisi nel 1212. Diversi sono gli ordini nati nel tempo:
- Monache clarisse, che seguono la regola di santa Chiara, approvata da papa Innocenzo IV nel 1253;
- Clarisse Urbaniste, che seguono la regola riformata approvata da papa Urbano IV nel 1263;
- Clarisse Colettine, sorte dalla riforma introdotta da santa Coletta di Corbie nel monastero delle clarisse di Besançon nel 1410;
- Clarisse Cappuccine, fondate a Napoli nel 1535 da Maria Lorenza Longo che si ispirò alla riforma dell'Ordine dei Frati Minori operata da Matteo da Bascio;
- Missionarie Clarisse del Santissimo Sacramento, congregazione derivante dalla comunità missionaria fondata a Cuernavaca nel 1945 da Manuela de Jesús Arias Espinosa, monaca clarissa sacramentaria;
- Povere Clarisse Missionarie dell'Immacolata Concezione, congregazione nata nel 1910, quando il vescovo Armando Balhmann, prelato di Santarém, invitò le monache concezioniste francescane di Rio de Janeiro a lavorare in Amazzonia;
- Suore Clarisse Francescane Missionarie del Santissimo Sacramento, congregazione fondata nel 1895 a Bertinoro da Francesca Farolfi, in religione madre Maria Chiara Serafina di Gesù, per l'educazione della gioventù e la cura dell'infanzia abbandonata;
- Clarisse di Borgo San Pietro, congregazione derivante dalla comunità del monastero fondato nel 1228 a Borgo San Pietro da Filippa Mareri;
- Clarisse sacramentarie, congregazione monastica fondata nel 1854 a Troyes;
- Clarisse Francescane Malabaresi, congregazione fondata nel 1888 dal vicario apostolico di Changanacherry, il vescovo gesuita Charles Lavigne, come fraternità di terziarie secolari francescane.

## Iconografia
Gli attributi iconografici con cui è usualmente raffigurata dagli artisti sono la croce, il giglio e il libro della regola; verso la metà del Quattrocento accanto a questi appaiono l'ostensorio o la pisside.
Gli episodi della sua vita più rappresentati sono: Chiara giovane che riceve la palma dal vescovo Guido nella Domenica delle Palme; la santa che si reca da Francesco alla Porziuncola; lei si fa recidere i capelli da Francesco davanti all'altare della Porziuncola; Chiara che si aggrappa all'altare da cui i parenti tentano di trascinarla via; sua sorella Agnese che prende il velo; il miracolo della moltiplicazione dei pani; la cacciata dei saraceni da Assisi; Maria che appare a Chiara sul letto di morte; i suoi funerali celebrati da papa Innocenzo IV.

## Omaggi
Ottorino Respighi si ispirò alla sua figura per la terza delle Vetrate di chiesa ("Il mattutino di Santa Chiara").